# Pistia rozetkowa

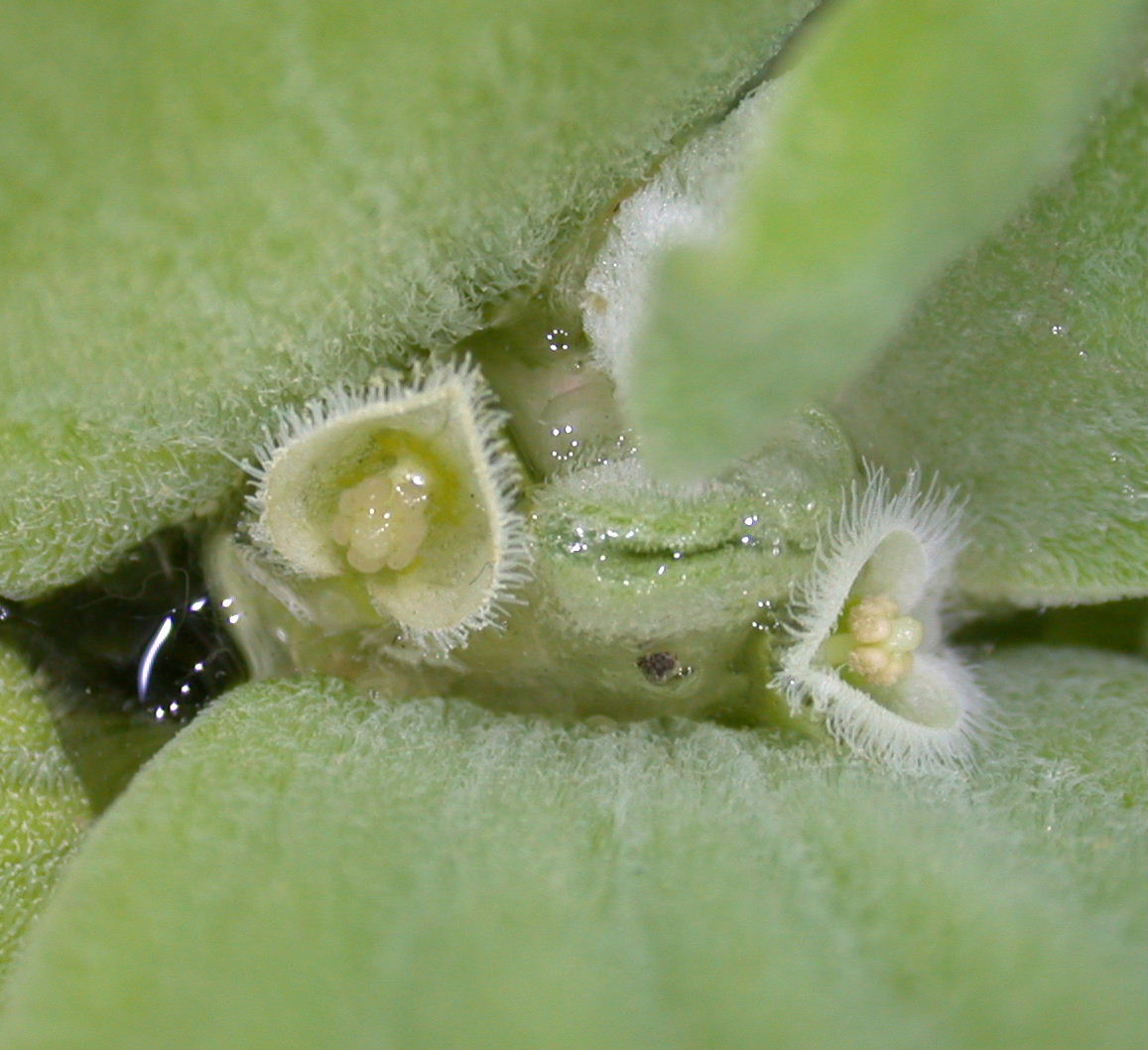
Kwiaty

Pistia rozetkowa (Pistia stratiotes L.) – gatunek rośliny będący jedynym przedstawicielem monotypowego rodzaju Pistia. Ma wiele synonimów: topian osokowaty, sałata wodna, sałata nilowa, piscja osokowata, pistia pływająca. Roślina pływająca pochodząca ze strefy tropikalnej i subtropikalnej, przy czym naturalny zasięg jest nieznany (pierwsza opisana roślina pochodziła z rzeki Nil w rejonie Jeziora Wiktorii). Obecnie rozpowszechniona wszędzie w ciepłych wodach, często jako uciążliwy chwast (w niektórych stanach Stanów Zjednoczonych uprawa tego gatunku jest zabroniona). W Polsce obserwowana na pojedynczych stanowiskach (Wrocław, Jarocin, Warszawa). Gatunek ujęty jest na liście inwazyjnych gatunków stwarzających zagrożenie dla Unii Europejskiej.
Roślina uprawiana jest jako akwariowa. W strefie klimatu tropikalnego bylina, w klimacie umiarkowanym roślina jednoroczna.

## Morfologia
PokrójWolno pływające rozety o średnicy do 25 cm ze skupionych bladozielonych liści. Rośliny rozrastają się, tworząc nowe rozety na końcach krótkich łodyg lub długich rozłogów. W uprawie, w wodach chłodniejszych, rośliny osiągają mniejsze rozmiary.
LiścieSzerokoklinowate, zaokrąglone lub lekko karbowane na szczycie, długości 2-14 cm. Liście zbudowane z miękiszu gąbczastego z licznymi przestworami powietrznymi, z zewnątrz matowe, jasnozielone, pokryte drobnymi, miękkimi włoskami. Włoski te tworzą struktury przypominające kosz od koszykówki wiążące pęcherzyki powietrza. Wzdłuż liści biegnie od 3 do 12 równoległych wiązek przewodzących, zagłębionych od góry, a od spodu mocno wystających.
KwiatyDrobne, wyrastają w niewielkich kwiatostanach zawierających jeden kwiat żeński i kilka męskich, otulonych białawą podsadką o długości do 3 cm. Kwiatostany ukryte są wśród liści, słabo widoczne i bardzo rzadkie.
OwoceRzadko się wykształcają, zielone jagody o długości 5 mm.
KorzenieZwisający system korzeniowy osiąga 50 cm długości i ponieważ tworzony jest przez liczne, drobne, gęsto rozgałęzione korzenie – stanowi doskonałe miejsce schronienia dla narybku.

## Biologia i ekologia
- Występuje w ciepłych wodach stojących i wolno płynących. Temperatura: 22-26 °C; woda: miękka do średnio twardej, pH 6,5 – 7,5, światło: silne do bardzo silnego. Nie toleruje torfu.
- Utrzymuje się na powierzchni dzięki gęstym włoskom, które pokrywają te rośliny. Powietrze, które się między włoskami gromadzi, daje na tyle dużą wyporność roślinom, że w naturze utrzymują one ciężar ptaków wodnych.
- Roślina bardzo skutecznie rozmnaża się wegetatywnie za pomocą rozłogów. Bywa, że potomstwo jednej rośliny może pokryć powierzchnię całego zbiornika wodnego.
- Przy masowym pojawie zbite maty pistii utrudniają wymianę gazową między wodą i atmosferą, redukują zawartość tlenu w wodzie, ograniczają dostęp światła do wody. W efekcie powodują spadek różnorodności gatunkowej – giną ryby i rośliny podwodne.

## Zastosowanie
- Roślina ozdobna: Uprawiana w akwariach i oczkach wodnych. Roślina w warunkach środkowoeuropejskich bardzo delikatna, może sprawiać kłopoty w uprawie. Przy bujnym wzroście cenna jako osłona dla narybku i jako sposób zapobiegający masowemu rozwojowi glonów w zbiorniku hodowlanym.
- Inne zastosowania: Wykorzystywana jako karma dla gęsi i świń. Podejmowane są także próby zastosowania tych roślin do produkcji biogazu. Stosowane są jako nawóz. Młode liście są w Chinach gotowane i jadane jako warzywo[9].

## Zwalczanie
W Stanach Zjednoczonych rośliny zwalczane są mechanicznie (przez zbiór i usuwanie roślin z powierzchni wody), chemicznie (za pomocą herbicydów) i biologicznie (za pomocą żerujących na pistii owadów: Neohydronomous affinis i Spodoptera pectinicornis – gatunek pochodzący z Tajlandii).